# 春の全国中学生ハンドボール選手権大会
春の全国中学生ハンドボール選手権大会（はるのぜんこくちゅうがくせいハンドボールせんしゅけんたいかい）は、毎年3月に富山県氷見市で行われる、中学生のハンドボール大会。愛称は「春中ハンド」。 
全国中学校ハンドボール大会・U-15ジュニアセレクトカップハンドボール大会とともに中学生年代のハンドボールにおける三大大会とされる。

## 概要
大会は日本ハンドボール協会に登録された、中学校の部活動チーム、複数校による合同チーム、および、地域の中学生クラブチームが参加し、春休み中の3月下旬に、開会式を含め5日間（競技は4日間）にわたって行われる。主催は日本ハンドボール協会。共催は氷見市、氷見市教育委員会、氷見市体育協会、運営は全国春の中学生ハンドボール選手権大会氷見市実行委員会。 
2004年9月、地域スポーツ拠点づくり推進事業を財団法人地域活性化センターが発表したことにより、富山県ハンドボール協会は日本ハンドボール協会と10月に話し合いをもち、新たなハンドボールの全国大会を立ち上げを宣言、11月には事業実施を富山県ハンドボール協会と氷見市体育協会が了承、12月には開催申請書を氷見市体育協会、日本ハンドボール協会の連名で提出した。 
その後、開催地に氷見市のほか、名古屋市、京田辺市、堺市、松山市などの候補地があったが、氷見市は小学校から一般までハンドボールの活動が盛んにおこなわれ、強豪校も多く選手層も厚いハンドボール熱の高い街であり、これまで十数回のハンドボールの全国大会を市民も協力して成功させていること、何よりも氷見市が最も早く大会立ち上げに手を挙げた経緯などにより、氷見市での2006年春の開催が、2005年1月に発表された。 
2005年4月22日には、運営を担う氷見市実行委員会が立ち上がり、第1回大会が2006年3月25日に、男女計92チームが参加して開幕。開会式にはゲストに全日本代表の宮﨑大輔のほか全日本代表の男女選手を招き、華々しく開幕イベントを繰り広げ、急遽地元出場男女4チームの代表と、ゲストの全日本代表との男女各10分のミニゲームも行われた。当初2015年までの10年間を氷見市で開催予定であったがその後継続となり、2025年までの氷見市開催が決定したが、2024年は、元日に起きた能登半島地震の影響で選手の宿舎の確保が難しくなったため、福島県での開催となった。2025年の第20回記念大会は再び氷見市開催となった。なお、2028年の第23回大会までの氷見市開催延長が決定している。

## 大会方式
各都道府県より選ばれた男女代表各47チームおよび、開催地枠の男女各1チーム、振興枠の男女各1チームの全49チームが出場し（出場しない県もある）、ノックアウト方式のトーナメント方式で優勝を争う。なお3位決定戦は行わないため3位は2校となる。 

## 競技会場
氷見市ふれあいスポーツセンター（メイン会場）・富山県立氷見高等学校第一体育館・氷見市立南部中学校体育館の3会場（いずれも徒歩約5分圏内）である。なお、メイン会場の氷見市ふれあいスポーツセンターは、ハンドボール競技を行う全中学生の憧れの聖地となっている。また氷見高校ハンドボール部は、各種全国大会で何度も優勝しているハンドボール強豪校である。

## 出場チーム数と歴代優勝および準優勝チーム
| 回 | 開催年 | 男子出場 チーム数          | 男子優勝チーム             | 男子準優勝チーム                                 | 女子出場 チーム数          | 女子優勝チーム             | 女子準優勝チーム               |
| -- | ------ | -------------------------- | -------------------------- | ------------------------------------------------ | -------------------------- | -------------------------- | ------------------------------ |
| 1  | 2006   | 47                         | 東久留米市立西（東京）     | 浦添市立神森（沖縄）                             | 45                         | 倉敷市立下津井（岡山）     | 宇土市立鶴城（熊本）           |
| 2  | 2007   | 47                         | 吉川市立中央（埼玉）       | 郡山市立郡山第一（福島）                         | 46                         | 東久留米市立西（東京）     | 三郷市立北（埼玉）             |
| 3  | 2008   | 47                         | 福井市明倫（福井）         | 岩国市立通津（山口）                             | 46                         | 明石市立大蔵（兵庫）       | 福井市光陽（福井）             |
| 4  | 2009   | 46                         | 名古屋市立はとり（愛知）   | 神埼市立神崎（佐賀）                             | 45                         | 浦添市立神森（沖縄）       | 氷見市立北部（富山）           |
| 5  | 2010   | 47                         | 大体大付属（大阪）         | 長崎市立日吉（長崎）                             | 46                         | 名古屋市立平針（愛知）     | 川崎市立西中原（神奈川）       |
| 6  | 2011   | 東日本大震災のため開催中止 | 東日本大震災のため開催中止 | 東日本大震災のため開催中止                       | 東日本大震災のため開催中止 | 東日本大震災のため開催中止 | 東日本大震災のため開催中止     |
| 7  | 2012   | 47                         | 大分市立滝尾（大分）       | 豊中市立第一（大阪）                             | 45                         | 守谷市立けやき台（茨城）   | 氷見市立十三（富山）           |
| 8  | 2013   | 47                         | 私立大分（大分）           | 名古屋市立桜田（愛知）                           | 44                         | 川崎市立西中原（神奈川）   | 岩国市立平田（山口）           |
| 9  | 2014   | 47                         | 岩国市立平田（山口）       | 氷見市立西條（富山）                             | 45                         | 岩国市立平田（山口）       | 東久留米市立西（東京）         |
| 10 | 2015   | 48                         | 氷見市立西條（富山）       | 氷見市立北部（富山）                             | 46                         | 福井市明倫（福井）         | 氷見市立西條（富山）           |
| 11 | 2016   | 48                         | 安芸高田市立甲田（広島）   | 川口市立戸塚西（埼玉）                           | 46                         | 宇城市立松橋（熊本）       | 小松市立芦城（石川）           |
| 12 | 2017   | 48                         | 大体大浪商（大阪）         | 広島メイプルレッズジュニアスポーツクラブ（広島） | 47                         | 大分市立原川（大分）       | 氷見市立北部（富山）           |
| 13 | 2018   | 49                         | 浦添市立神森（沖縄）       | 霧島クラブ（鹿児島）                             | 47                         | 沖縄市立美東（沖縄）       | 三郷市立北（埼玉）             |
| 14 | 2019   | 49                         | 福井市明倫（福井）         | 大体大浪商（大阪）                               | 47                         | 小松市立芦城（石川）       | 横浜市立岩崎（神奈川）         |
| 15 | 2020   | コロナ禍により開催中止     | コロナ禍により開催中止     | コロナ禍により開催中止                           | コロナ禍により開催中止     | コロナ禍により開催中止     | コロナ禍により開催中止         |
| 16 | 2021   | 45                         | 氷見市立北部（富山）       | 土浦市立土浦第三（茨城）                         | 44                         | 東久留米市立西（東京）     | 大阪貝塚ジュニアクラブ（大阪） |
| 17 | 2022   | 48                         | 浦添市立神森（沖縄）       | つくば市立手代木（茨城）                         | 47                         | 高石市立高南（大阪）       | 氷見市立十三（富山）           |
| 18 | 2023   | 48                         | 大体大浪商（大阪）         | 矢巾町立矢巾（岩手）                             | 48                         | 東久留米市立西（東京）     | 宇土市立鶴城（熊本）           |
| 19 | 2024   | 49                         | 氷見市立西條（富山）       | 東久留米市立西（東京）                           | 49                         | 東久留米市立西（東京）     | 明石市立望海（兵庫）           |
| 20 | 2025   | 49                         | 氷見市立西條（富山）       | GHR（群馬）                                      | 49                         | 宇土市立鶴城（熊本）       | 大崎ジュニアクラブ（埼玉）     |